# 40 Dayz & 40 Nightz
40 Dayz & 40 Nightz – drugi album studyjny wydany przez rapera Xzibita w 1998 r.

## Lista utworów
1. The Last Night (Intro)
2. Chamber Music
3. Card Molly – Saafir
4. What U See Is What U Get
5. Handle Your Business
6. Nobody Sound Like Me
7. Pussy Pop – Jayo Felony, Method Man
8. Chronic Keeping 101
9. Shroomz
10. Focus
11. Jason (48 Months Interlude) – E-Swift
12. Deeper
13. Los Angeles Times
14. Inside Job
15. Let It Rain – King T
16. Recycled Assassins
17. Outro